# Coupe d'Europe des clubs (kayak-polo) 2002
Navigation
Édition précédente Édition suivante
La Coupe d'Europe des clubs 2002 s'est déroulée, du 28 au 29 septembre 2002 à Naples, en Italie.

## Tableau des médailles
| Catégorie      | Médaille d'or                  | Médaille d'argent | Médaille de bronze                               |
| -------------- | ------------------------------ | ----------------- | ------------------------------------------------ |
| Séniors Hommes | CN Posillipo                   | Deventer K V      | Base de loisirs de canoë-kayak de Condé-sur-Vire |
| Séniors Femmes | Canoë-Kayak Club de Saint Omer | Retiro            | Dragon                                           |

## Participants

### Séniors Hommes
| Classement | Pays        | Club                                             |
| ---------- | ----------- | ------------------------------------------------ |
| 1re        | Italie      | CN Posillipo                                     |
| 2e         | Pays-Bas    | Deventer K V                                     |
| 3e         | France      | Base de loisirs de canoë-kayak de Condé-sur-Vire |
| 4e         | Portugal    | Clube de Canoagem de Setúbal                     |
| 5e         | France      | Canoë-Kayak Club Agenais                         |
| 6e         | Allemagne   | Meiderich                                        |
| 7e         | Italie      | Palerme                                          |
| 8e         | Royaume-Uni | Dragon                                           |
| 9e         | Espagne     | Palerme                                          |
| 10e        | Espagne     | Retiro                                           |

### Séniors Femmes
| Classement | Pays        | Club                                 |
| ---------- | ----------- | ------------------------------------ |
| 1re        | France      | Canoë-Kayak Club de Saint Omer       |
| 2e         | Espagne     | Retiro                               |
| 3e         | Royaume-Uni | Dragon                               |
| 4e         | Italie      | Torino                               |
| 5e         | Italie      | CN Posillipo                         |
| 6e         | France      | Club de Canoë-Kayak de Pont d'Ouilly |